# آخرین باری که پاریس را دیدم
آخرین باری که پاریس را دیدم (انگلیسی: The Last Time I Saw Paris) فیلمی در ژانر رمانتیک و درام به کارگردانی ریچارد بروکس است که در سال ۱۹۵0 منتشر شد.

## بازیگران
- الیزابت تیلور
- ون جانسون
- والتر پیجن
- دانا رید
- اوا گابور
- راجر مور
- ژان دل وال
- جان دوست
- اودت میرتیل
- اوا گابور
- George Dolenz
- راجر مور
- کرت کاشنر
- سیلیا لوفسکی
- Alberto Morin
- Fay Roope
- ژان دل وال
- جان دوست
- اودت میرتیل
- پیتر لیدز